# Alfred Hauser
Alfred Hauser (* 17. April 1907; † 6. Juni 1981) war gelernter Kaufmann und ein deutscher Kommunalpolitiker.

## Werdegang
Hauser war von September 1946 bis Oktober 1951 Bürgermeister der unterfränkischen Kleinstadt Ostheim v. d. Rhön und ab 1951 bis zu dessen Auflösung 1972 Landrat des Landkreises Mellrichstadt.

## Ehrungen
- 1969: Verdienstkreuz 1. Klasse der Bundesrepublik Deutschland
- Benennung der Dr.-Alfred-Hauser-Schule zur individuellen Lernförderung in Ostheim v. d. Rhön